# Province d'Arequipa
La province d'Arequipa (en espagnol : Provincia de Arequipa) est l'une des huit provinces de la région d'Arequipa, au sud du Pérou. Son chef-lieu est la ville d'Arequipa, qui est également la capitale de la région.

## Géographie

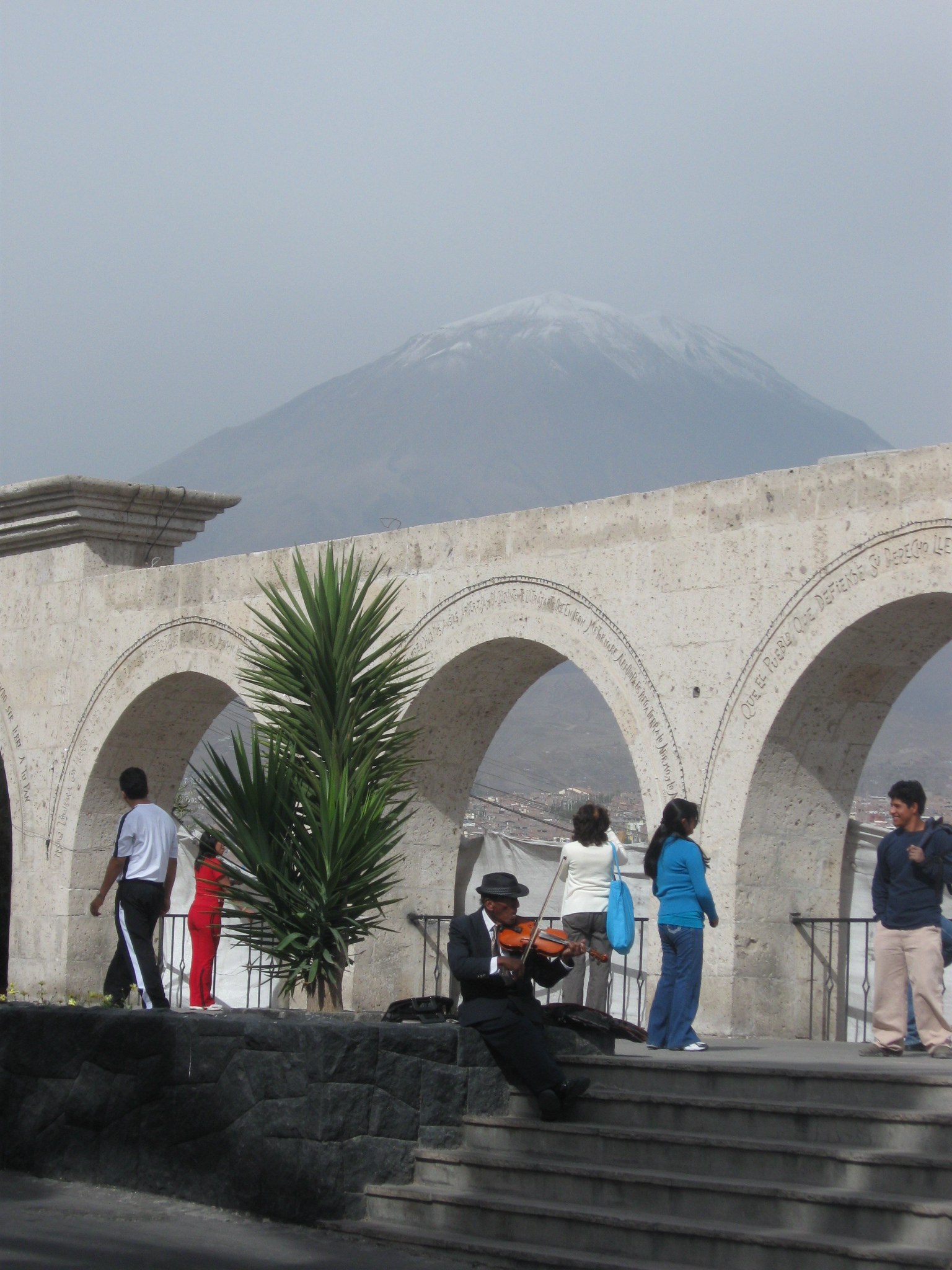
Yanahuara

La province se trouve au sud-ouest de la région et couvre 10 430,12 km2. Elle est limitée au nord par la province de Caylloma, à l'est par la région de Puno et la région de Moquegua, au sud par la province d'Islay et à l'ouest par la province de Camaná.

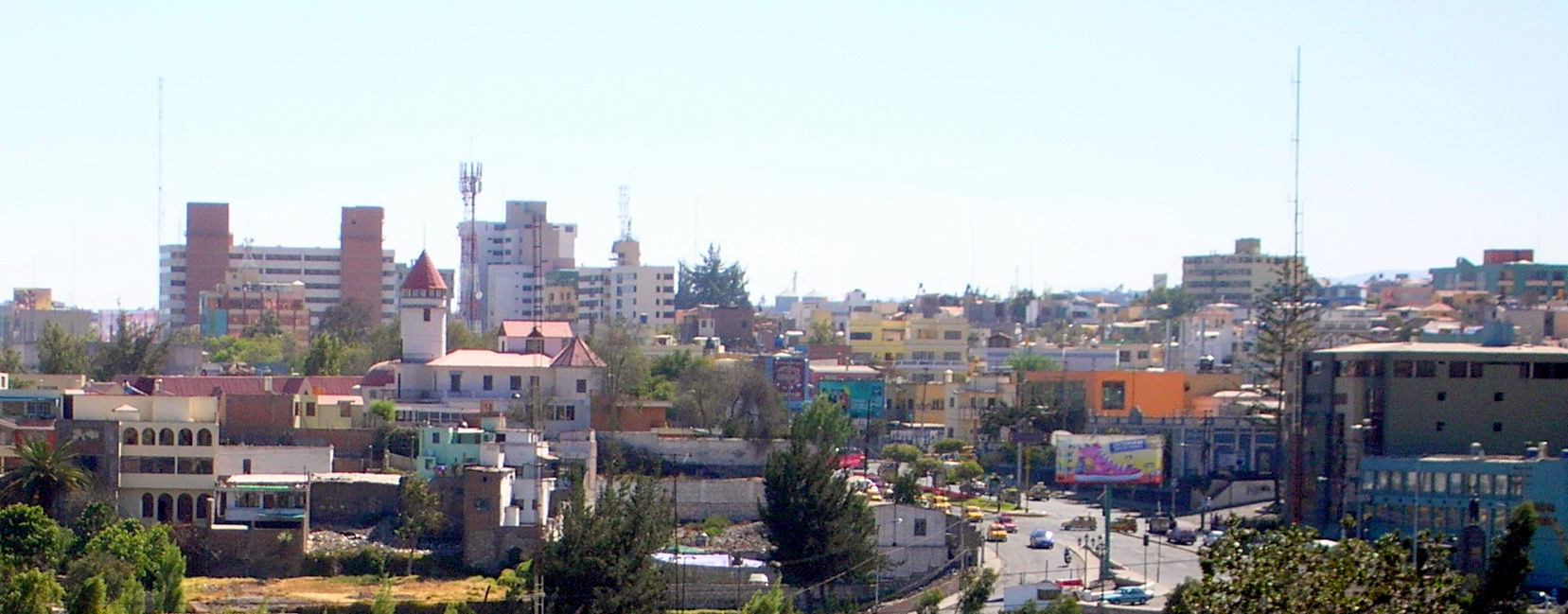
Cayma

## Population
La population de la province était estimée à 830 034 habitants en 2002 (INEI).

## Subdivisions
La province est divisée en 29 districts :
- Alto Selva Alegre[1]
- Arequipa[2]
- Cayma[3]
- Cerro Colorado[4]
- Characato[5]
- Chiguata[6]
- Jacobo Hunter[7]
- José Luis Bustamante y Rivero[8]
- La Joya[9]
- Mariano Melgar[10]
- Miraflores[11]
- Mollebaya[12]
- Paucarpata
- Pocsi[13]
- Polobaya[14]
- Quequeña[15]
- Sabandía[16]
- Sachaca[17]
- San Juan de Siguas[18]
- San Juan de Tarucani[19]
- Santa Isabel de Siguas[20]
- Santa Rita de Siguas[21]
- Socabaya[22]
- Tiabaya[23]
- Uchumayo[24]
- Vitor[25]
- Yanahuara[26]
- Yarabamba[27]
- Yura[28]